# Boiga dendrophila
La serpe delle mangrovie (Boiga dendrophila (Boie, 1827)) è un serpente velenoso diffuso in India, Indocina, Filippine e Indonesia. Appartiene alla famiglia dei colubridi (Colubridae) ed è il più grosso rappresentante del genere Boiga.

## Descrizione
La lunghezza di questo serpente può superare i due metri, ma il corpo piuttosto sottile e il tronco compresso lateralmente gli conferiscono un aspetto elegante. Le squame sono lisce, di colore nero, intervallate da bande verticali giallo intenso. Il labbro superiore è giallo con barrature nere, mentre il ventre è giallo a macchie nere nella parte anteriore, e nero a macchie gialle in quella posteriore. Le pupille di questo serpente sono verticali e strettissime (per questo motivo è noto anche come serpente gatto).

## Habitat e comportamento
Questo serpente vive tra le mangrovie del Sud Est asiatico e nelle isole vicine; è notturno e in parte diurno, e preda abitualmente uccelli, mammiferi e altri serpenti, anche velenosi. Il serpente delle mangrovie è responsabile di molti casi di avvelenamento nelle regioni in cui vive, a causa del fatto che spesso si nasconde nella vegetazione.
Il suo morso,in ogni caso non è mortale.

## Sottospecie
In natura, snono presenti 9 sottospecie riconosciute:
- Boiga dendrophila annectens (Boulenger, 1896) - Borneo
- Boiga dendrophila dendrophila (Boie, 1827) - Giava
- Boiga dendrophila divergens Taylor, 1922 - Filippine
- Boiga dendrophila gemmicincta (Duméril & Bibron, 1854) - Sulawesi e Isole Togian
- Boiga dendrophila latifasciata (Boulenger, 1896) - Mindanao
- Boiga dendrophila levitoni Gaulke, Demegillo & Vogel, 2005 - Panama
- Boiga dendrophila melanota (Boulenger, 1896) - Sud Est asiatico, Sumatra, Singapore
- Boiga dendrophila multicincta (Boulenger, 1896) - Filippine
- Boiga dendrophila occidentalis Brongersma, 1934 - Indonesia